# Lloyd Johansson
Lloyd Dan Timaru Johansson (Melbourne, 5 febbraio 1985) è un rugbista a 15 australiano, attivo nel ruolo di tre quarti centro o mediano d'apertura e internazionale per l'Australia.

## Biografia
Lloyd Dan Timaru nasce a Melbourne, in Australia; gioca nell'Under-14 e nell'Under-16 dello stato di Victoria, prima di trasferirsi nel Queensland nel 2002, per completare gli studi. Viene selezionato negli Australian Schoolboys e rappresenta l'Australia a livello Under-19 e Under-21.
Dal 2005 al 2007 fa parte dei Reds in Super 12, qui viene convocato in Nazionale, esordendo a livello internazionale il 3 settembre 2005, ad Auckland, contro la Nuova Zelanda, in un match del Tri Nations valido per la Bledisloe Cup; nello stesso anno disputa un test match contro la Francia, durante il tour autunnale in Europa. L'ultima apparizione con la maglia dei Wallabies è datata 12 novembre 2005, contro l'Inghilterra a Twickenham.
Nel 2007 disputa l'unica stagione di Australian Rugby Championship con gli East Coast Aces in qualità di capitano, classificandosi in ultima posizione.
Nel 2008 arriva in Italia al Viadana dove disputa due stagioni di Super 10.
Poi si trasferisce in Giappone agli Honda Heat, per una stagione, prima di essere ingaggiato nei Rebels di Melbourne, la sua città natale, nel Super Rugby. Successivamente, dopo una parentesi ai Melborune Harlequins in Dewar Shield, dal 2014 gioca per i Melbourne Rising, squadra del National Rugby Championship.